# Либеральный клуб
«Либеральный клуб» — открытая дискуссионно-аналитическая площадка Белоруссии для представителей различных точек зрения по самому широкому кругу общественно значимых вопросов.
Целями «Либерального клуба» являются изучение и распространение либеральной парадигмы общественного развития в контексте белорусских социально-политических и экономических реалий, интеллектуальное развитие и самореализация его участников, укоренение традиций цивилизованной предметной дискуссии и снижение проявления всех форм радикализма в обществе. Главным организатором «Либерального клуба» выступает ОО "Дискуссионно-аналитическое сообщество «Либеральный клуб» (ОО "ДАС «Либеральный клуб»).

## ОО "ДАС «Либеральный клуб»
Общественное объединение "Дискуссионно-аналитическое сообщество «Либеральный клуб» является неполитической некоммерческой организацией, занимающейся реализацией исследовательских и образовательных проектов. «Либеральный клуб» возник в 2007 г. как неформальная дискуссионная площадка для молодых интеллектуалов. А 7 декабря 2009 г. он был официально зарегистрирован в качестве общественного объединения.
«Либеральный клуб» не представляет мнения и позиции государственных институтов власти, политических партий, общественных объединений или отдельных граждан, а стремится к объективному изучению, пониманию и освещению социальных, экономических, политических и культурологических процессов в Беларуси. Деятельность организации основывается на ценностях открытого общества: индивидуальных и коллективных свобод граждан, демократии, рыночной экономики, верховенства права, свободной конкуренции идей и инициатив.
«Либеральный клуб» сотрудничает с различными общественными организациями, фондами, научно-исследовательскими центрами и институтами, средствами массовой информации. Основой сотрудничества является общее стремление к выработке оптимальных для Беларуси политических и экономических решений, способных существенно повысить конкурентоспособность экономики, благосостояние граждан, национальную безопасность, а также уровень доверия, уважения и согласия между властями и населением.
26—28 марта 2015 года в Минске при совместном участии «Либерального клуба» и Гиссенского университета имени Юстуса Либиха (Германия) была организована международная конференция «ЕС, Россия и страны Восточной Европы: как преодолеть разногласия?» при участии ведущих экспертов в области международных отношений из России, Европейского союза и восточноевропейских стран. 11—13 ноября 2015 года в Минске прошла вторая конференция «Минского диалога» «Свежий взгляд на „замороженные конфликты“ на постсоветском пространстве».

## Цели «Либерального клуба»
Главными целями деятельности «Либерального клуба» являются:
- изучение и распространение либеральной парадигмы устойчивого общественного развития в контексте белорусских социально-политических, экономических и культурных реалий;
- укоренение традиций цивилизованной общественной дискуссии;
- налаживание конструктивного диалога и эффективных коммуникационных каналов между государственными институтами, экспертным сообществом, бизнес-ассоциациями, политическими партиями, гражданским обществом;
- снижение проявлений всех форм радикализма в обществе;
- интеллектуальное развитие и самореализация членов «Либерального клуба».

## Тематические приоритеты
Тематические интересы организации охватывают широкий круг общественно значимых вопросов. Из них наиболее приоритетными являются:
- экономика Беларуси;
- внутренняя и внешняя политика Беларуси;
- культурная политика в Беларуси;
- молодёжная политика в Беларуси;
- система образования в Беларуси;
- Восточная Европа в современных международных отношениях;
- теория и практика системных трансформаций.

## Центр аналитических инициатив
Центр аналитических инициатив (ЦАИ) — это структурное подразделение ОО «Дискуссионно-аналитическое сообщество „Либеральный клуб“.
Он был создан в феврале 2011 г. для проведения системной исследовательской и аналитической работы в рамках тематических приоритетов организации. Исследования и публикации ЦАИ призваны повысить качество экспертной и общественной дискуссии в Беларуси по различным тематикам. В своей работе центр стремится продвигать ценности „Либерального клуба“ в сферу белорусской публичной политики.
Основными интеллектуальными продуктами, выпускаемыми ЦАИ, являются аналитические и памятные записки, мониторинги белорусских и зарубежных СМИ, информационно-аналитические доклады, дискуссионные материалы, а также аудио- и видеоподкасты.

## Мероприятия
В сезоне 2011/2012 эксперты ЦАИ провели следующие исследования:
„Президентские выборы-2010: анализ конструктивной составляющей программ кандидатов и содержания их электоральных посланий“ (презентация исследования состоялась в июне 2011 г.)
Целью исследования было охарактеризовать содержательную часть выборов президента Беларуси 2010 г. (то есть что предлагали избирателям кандидаты на пост президента) и оценить состояние предвыборного дискурса в стране. В ходе исследования подробно изучались программы кандидатов в президенты и их выступления в СМИ. Были проведены интервью с активистами предвыборных штабов кандидатов. На основании проанализированного материала авторы исследования сделали выводы о „состоянии умов“ в белорусской политике. Эти выводы размещены в итоговом докладе „Президентские выборы в Беларуси-2010: постная начинка в перченой обертке“.
„Индекс экономической адекватности Беларуси-2011“ (октябрь 2011 г.)
Индекс экономической адекватности Беларуси призван помочь без эмоций и предубеждений разобраться в том, кто есть кто на политическом поле нашей страны. В рамках исследования (которое станет ежегодным) были изучены экономические программы и идеи, которые предлагаются различными политическими субъектами: органами государственного управления, политическими партиями и общественными движениями с ярко выраженными политическими амбициями. Путём экспертной оценки была определена степень адекватности этих программ ситуации в экономике Беларуси. Эксперты ЦАИ также вывели суммарный индекс экономической адекватности общественно-политического дискурса в Беларуси.
„Система образования Беларуси: старые вопросы о главном“ (ноябрь 2011 г.)
Белорусская система образования постоянно находится в недореформированном состоянии. Одна из главных причин заключается в том, что государство никак не может найти правильные ответы на самые главные вопросы о смысле и закономерностях образовательного процесса. В этом сборнике аналитических материалов сделана попытка ответить на такие вопросы на основе рационального анализа белорусских реалий и международного опыта.
„Условия ведения бизнеса в странах ЕЭП“ (февраль 2012 г.)
С 1 января 2012 г. Беларусь является членом Единого экономического пространства. Процесс формирования этого интеграционного объединения носил форсированный характер. Поэтому многие аспекты ЕЭП остались без должного изучения. Один из таких аспектов — соотношение правовых систем государств-членов ЕЭП с точки зрения условий для ведения бизнеса. Авторы исследования характеризуют это соотношение как „неоднозначное“ и призывают белорусские власти выйти из „летаргического сна“.
„Яйцо или курица“ системных реформ: совместимы ли демократизация и экономическая либерализация в Беларуси?» (июнь 2012 г.)
В Белоруссии все чаще говорится о неизбежности системных реформ. Однако как и с чего начинать реформы: с политики или экономики? Какая политическая система наиболее благоприятствует экономической либерализации? Какую модель системной трансформации следует применить в Белоруссии: китайскую, чилийскую, грузинскую или центральноевропейскую? Исследование посвящено поиску ответов на все эти непростые вопросы. Эксперты ЦАИ провели анализ различных моделей системных реформ и «примерили» их на белорусские реалии.